# 7242 Okyudo
A 7242 Okyudo (ideiglenes jelöléssel 1990 VG3) a Naprendszer kisbolygóövében található aszteroida. Endate Kin,  Vatanabe Kazuró fedezte fel 1990. november 11-én.